# 都江堰M-TR旅游客运专线
都江堰M-TR旅游客运专线（早期曾称为都江堰万达有轨电车）是中华人民共和国四川省成都市都江堰市正在运营中的有轨电车线路，原定全长20.311km，包括一条主线和两条支线，设站28座，于2024年5月15日开通运营。另有一座车站放弃建设，故最终车站数量为27座。
都江堰M-TR是成都融创文旅城（原名万达城）的配套项目，也是当地首个纳入财政部PPP信息平台管理的项目，但具体投资方几经变更，导致项目推进缓慢。沿线有离堆公园、熊猫谷、文旅城、青城山等多个旅游景区，并与成灌铁路多座车站形成换乘。

## 概况
线路主线起自离堆公园，经幸福镇、玉堂镇、中兴镇，到达成灌铁路青城山站，原全长14.213km，设站21座（其中3座预留），其中一座车站（灌县古城站）已放弃建设。都江堰支线起自文旅城站，经金马河二号桥、都江堰站至紫荆城，全长3.393km，设站5座（其中1座预留）。熊猫谷支线自鑫玉大道站至熊猫谷，全长2.4km，设站2座（其中1座预留）。全线目前设有都江堰站车辆基地和中兴停车场两座车辆基地。
线路利用既有桥梁约1.1km，新建桥梁约1.2km，包含高架车站一座，其余均为地面线。沿线地震峰值加速度约0.15~0.2g。

## 历史

### 早期规划
2014年4月3日，万达集团与成都市政府达成协议，决定投资550亿元在都江堰玉堂镇建设一座万达城。2015年，项目展示中心对外开放，同时都江堰市提出了包括成灌快铁公交化运营、都江堰现代有轨电车、新机场-都江堰市域快线轨道（即成都地铁19号线）在内的多个配套项目。当时计划有轨电车长11公里、设站12座，定于2016年8月开工，2018年12月随文旅城一同开通运营。但随后文旅城和有轨电车均未能按计划进行。

### 建设过程
2017年2月，有轨电车经过的二号拦河闸工程交通桥率先开工，但实际施工中遇到了先前未有发现的溶蚀深槽，被迫重新设计并导致工期延误。当年6月20日，万达文旅城举办开工仪式。然而，2017年7月10日，融创中国收购了包括成都文旅城在内的13个万达城项目，当时双方表示项目继续使用万达品牌、且项目建设运营仍由万达负责。2017年9月曾宣称有轨电车月底全面开工，通车计划则延迟至2019年。事实上，直到2018年有轨电车才开始建设路基（事后对开工时间则有2018年6月、2017年两种说法），通车时间则再次延后至2020年7月。2018年10月，融创进一步出资，完全收购了万达的文旅项目。2019年2月，中国通号以“川发新业务与投资初衷有出入”为由，出售了都江堰M-TR项目最大投资方四川发展通号城投公司的股份。
2020年9月29日，成都融创文旅城开业。2020年12月，有轨电车建设方再次提出了2021年7月开通部分区段运营的目标，并未实现。2022年1月首批车辆到货，线路开始小范围调试，当时提出“春节前试运营”；但春节后都江堰市又改口称部分路段“仍不具备全面进场施工条件”，推迟到2023年通车。2022年5月，川发轨交与上海申凯（申通地铁与凯奥雷斯的合资公司）决定合作运营都江堰M-TR客运专线。2023年3月29日，线路正式启动联调联试。2023年10月27日，都江堰市交通运输局组织召开都江堰M-TR旅游客运专线票价听证会，会上讨论了一票制10元和一票制12元两种票价方案。2024年1月3日，确定采用一票制10元票价方案。
该线路曾计划于2023年11月30日开通运营，最终于2024年5月15日，开通运营主线和一条支线。

## 车站列表

都江堰M-TR旅游客运专线线路图（颜色仅为示意）

2021年6月，都江堰市人民政府公示确定了M-TR旅游客运专线车站的名称。

### 主线
| 车站名称   | 换乘交通                 | 备注     |
| 主线       | 主线                     | 主线     |
| ---------- | ------------------------ | -------- |
| 灌县古城   | 成灌铁路离堆公园站       | 终止建设 |
| 八角庙     | 成灌铁路离堆公园站       |          |
| 奎光塔     |                          |          |
| 鲤鱼沱东   |                          |          |
| 鲤鱼沱西   |                          |          |
| 石牛       |                          |          |
| 三台       |                          |          |
| 鑫玉大道   | 熊猫谷支线               |          |
| 玉堂       |                          |          |
| 文胜桥     |                          |          |
| 铁军路     |                          |          |
| 外江大桥   |                          |          |
| 文旅城     | 都江堰支线               |          |
| 永盛       |                          | 预留     |
| 中兴       | 成灌铁路中兴站（预留站） |          |
| 中兴学校   |                          | 预留     |
| 青城山高中 |                          |          |
| 新益       |                          |          |
| 和乐       |                          | 预留     |
| 白鸽路     |                          |          |
| 青城山站   | 成灌铁路青城山站         |          |

### 熊猫谷支线
| 车站名称          | 换乘交通          | 备注              |
| ↑接主线鑫玉大道站 | ↑接主线鑫玉大道站 | ↑接主线鑫玉大道站 |
| ----------------- | ----------------- | ----------------- |
| 迎仙观            |                   | 预留              |
| 熊猫谷            |                   |                   |

### 都江堰支线
| 车站名称        | 换乘交通                                                                   | 备注            |
| ↑接主线文旅城站 | ↑接主线文旅城站                                                            | ↑接主线文旅城站 |
| --------------- | -------------------------------------------------------------------------- | --------------- |
| 文旅城南        |                                                                            | 暂缓开通        |
| 金马河西        |                                                                            | 暂缓开通        |
| 金马河东        |                                                                            | 预留            |
| 都江堰快铁站    | 成灌铁路都江堰站 都江堰至四姑娘山山地铁路（在建） 成都市域铁路S9线（规划） |                 |
| 紫荆城          |                                                                            |                 |

## 车辆
都江堰M-TR有轨电车车辆为阿尔斯通 Citadis 302 平台100%低地台5模块编组钢轮有轨电车，由成都中车长客轨道车辆有限公司生产基地制造。车辆长约32米，宽约3米，高约4米，额定载客292人，最高时速70公里。外观采用熊猫涂装，内部座椅蓝白相间，亦配有大熊猫装饰。亦有车辆在此基础上，结合青城山道教文化，设计出“青城小道”IP形象并以贴膜形式装饰车辆内外。

## 评价
- 都江堰市政府认为该项目是一种快捷、高效的旅游观光交通工具并将改善市民游客的出行环境[12]。
- 四川大学的王超深认为四川省绝大多数现代有轨电车线网规划“具有明显的‘跟风’特征”，当前经济水平仍不足以支撑有轨电车建设[31]。